# Helene von Bila
Helene Marie Melanie von Bila (* 19. April 1904 in Halle (Saale); † 11. Februar 1985 in Gießen) war eine deutsche Hochschulpolitikerin.

## Leben
Helene Marie Melanie Dorothea von Bila entstammte dem Uradelsgeschlecht von Bila. Sie wurde im April 1904 als Tochter von Ernst von Bila und dessen Ehefrau Helene Lohmann (1880–1942) in Halle (Saale) geboren. Die Eltern betrieben ein kleines Landgut, das Hühner züchtete und Gärtnereiprodukte für den lokalen Markt lieferte. Nach dem Tod des Vaters im August 1918 wurde das Gut verpachtet. Helene von Bila besuchte ein Mädchengymnasium und machte im Jahr 1920 die Mittlere Reife. Anschließend machte sie eine landwirtschaftliche Lehre in Mecklenburg und kehrte danach auf den elterlichen Betrieb in Sachsen-Anhalt zurück.
Helene von Bila machte nebenher das Abitur in Bernburg (Saale) und erhielt dieses 1926 zuerkannt. Ab 1928 studierte sie Rechtswissenschaften in Leipzig, Berlin, Paris und Marburg. In Berlin arbeitete sie am kriminalistischen Institut von Eduard Kohlrausch. Das Studium verdiente sie durch Büroarbeiten, Bibliotheksdienste und Übersetzungen. Sie beschäftigte sich zunehmend mit sozialen Fragen und wurde im Jahr 1932 in Leipzig mit der Arbeit „Die gänzliche oder teilweise Nichtbenutzung von Betriebsanlagen im Sinne der Stillegungsverordnung“ promoviert.
In den 1930er Jahren war sie im Berliner Büro der im Jahr 1895 gegründeten Deutschen Ammoniak-Verkaufs-Vereinigung (DAVV) und des Benzol-Verbandes beschäftigt. Später war sie Mitarbeiterin von Adolf Schüle, dem Justitiar des 1919 gegründeten Stickstoff-Syndikats, das im Berliner Europahaus seinen Sitz hatte.
Nach der Befreiung vom Nationalsozialismus im Mai 1945 stellte sie sich dem Landrat und Oberbürgermeister von Bernburg zur Verfügung. Ab Juli 1945 wurde sie Rechtsberaterin der US-Militärregierung in Marburg. Beim Aufbau der hessischen Landesregierung gelangt sie im Oktober 1945 ins Justizministerium und wurde persönliche Referentin und Pressesprecherin von Justizminister Georg August Zinn. Im September 1949 wechselte sie in das hessische Personalamt. Hier hatte sie u. a. die Möglichkeit der Einrichtung eines Frauen-Referates zu prüfen. Vom Oktober 1949 bis Februar 1950 machte sie eine Studienreise in die USA und sammelte dort entsprechende Eindrücke. Im Januar 1951 wechselte sie als Referentin des Ministerpräsidenten Zinn in die Staatskanzlei.
Am 20. Oktober 1952 wurde sie Leiterin der Hochschulabteilung im Ministerium für Erziehung und Volksbildung. Dieses Funktion übte sie bis zu ihrer Pensionierung im März 1969 aus und erreichte das Amt einer Ministerialdirigentin. Sie diente den drei SPD-Ministern Ludwig Metzger, Arno Hennig und Ernst Schütte. Helene von Bila war damit beim Aufbau der hessischen Hochschulen nach dem Zweiten Weltkrieg in allen Fragen maßgeblich beteiligt. Sie stellte über lange Zeit die Konstante bei wechselnden hessischen Regierungen dar. Helene von Bila gestaltete wichtige rechtliche Grundlagen für die Organisation des hessischen Hochschulwesens in den 1950er und 1960er Jahren. Sie bemühte sich um den Wiederaufbau und Ausbau der Hochschulen in dieser Zeit. Ebenso übte sie erheblichen, teilweise entscheidenden Einfluss auf die Besetzung der Professuren der hessischen Hochschulen in diesem Zeitraum aus. Sie engagierte sich auch selbst in der SPD und kandidierte bei den Bundestagswahlen 1949 und 1953 für die Sozialdemokraten auf deren hessischer Landesliste.
So setzte sie sich beispielsweise für die Wiedereröffnung der Universität Gießen ein, deren dauerhafte Schließung nach dem Ende des Zweiten Weltkriegs lange Zeit ernsthaft in Erwägung gezogen wurde. Sie trat für eine Verlagerung der Ausbildung von Haupt-, Real- und Berufsschullehrern an die Universitäten ein und schuf dafür zusätzliche Professuren. Auch bei Erweiterungen und Standortfragen war Helene von Bila engagiert. So setzte sie sich in den frühen 1960er Jahren u. a. für den Standort Lichtwiese der TH Darmstadt ein, um eine langfristig tragfähige Entwicklung, die in der Darmstädter Innenstadt nicht mehr möglich war, zu sichern.
Helene von Bila war lange Zeit auch im Magistrat der Landeshauptstadt Wiesbaden aktiv. Sie trat im Frühjahr 1969 in den Ruhestand. Mit verschiedenen aktuellen Fragen, so auch der Alternsforschung, hat sie sich im Ruhestand beschäftigt. Sie starb kinderlos im Februar 1985 in Gießen im Alter von 80 Jahren.

## Ehrungen
- 1977: Philipps-Plakette der Philipps-Universität Marburg
- 1980: Verdienstkreuz 1. Klasse des Verdienstordens der Bundesrepublik Deutschland (18. Dez. 1980)
- 1982: Wilhelm-Leuschner-Medaille
- 1982: Ehrensenatorin der Universität Gießen

## Veröffentlichungen
- Die gänzliche oder teilweise Nichtbenutzung von Betriebsanlagen im Sinne der Stillegungsverordnung. Noske, Borna-Leipzig 1933 (Leipzig, Universität, Dissertation, 1934).
- Gerontologie. Bestandsaufnahme zur Situation der Alternsforschung in der Bundesrepublik Deutschland (= Schriftenreihe der Stiftung Volkswagenwerk. Bd. 12). Vandenhoeck & Ruprecht, Göttingen 1974, ISBN 3-525-85354-8.